# Морансенго
Морансѐнго (на италиански: Moransengo; на пиемонтски: Moransengh, Морансенг) е село и община в Северна Италия, провинция Асти, регион Пиемонт. Разположено е на 400 m надморска височина. Населението на общината е 207 души (към 2014 г.).